# Grafton, West Virginia
Grafton är administrativ huvudort i Taylor County i West Virginia i USA. Enligt 2010 års folkräkning hade Grafton 5 164 invånare.

## Kända personer från Grafton
- Martin McNulty Crane, politiker